# Efecto lechoso

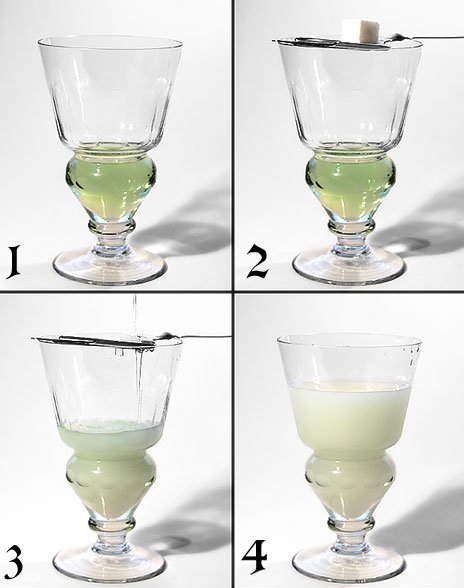
El efecto lechoso (efecto louche) al preparar la absenta mediante dilución de agua.

Se denomina efecto Ouzo (llamado también efecto lechoso o 
emulsificación espontánea) al fenómeno de opacidad lechosa que aparece en ciertas bebidas de anís cuando se mezclan con agua. Se denomina así por ser típico de los licores anisados, como lo es el mismo ouzo, la absenta, el aceite de anís, etc. Todas ellas bebidas con trazas del principio activo fundamentado en el anetol. Este efecto se suele denominar louche (del francés: louche, “nublado”) y aparece como una microemulsión de este aceite esencial del Pimpinella anisum. La microemulsión se puede generar incluso con pequeñas cantidades de agua y se caracteriza por ser altamente estable en el tiempo. Este efecto tiene aplicaciones comerciales.

## Aplicaciones
El efecto Ouzo posee varias aplicaciones en el área industrial y cosmética. Una gran cantidad de productos alimentarios, de higiene personal y detergentes toman forma de emulsión para permitir su estabilización por periodos largos de tiempo. Esta tecnología ha mostrado potencial para la generación de microemulsiones libres de surfactantes sin necesidad de emplear técnicas avanzadas de encastillamiento, que son costosas en procesos de producción a gran escala. Una gran variedad de dispersores, como pseudolatex, emulsiones de silicio y nanocápsulas poliméricas biodegradables, han sido sintetizadas a partir de la utilización del efecto Ouzo. Sin embargo aún se desconoce el mecanismo exacto del proceso de emulsificación.